# Стебник (район Бардеёв)
Стебник (словац. Stebník) — село и одноимённая община в округе Бардеёв Прешовского края Словакии.

## История
В исторических документах село впервые упоминается в 1414 году.

## Население
| Год:                | 1994 | 2004    | 2014     | 2024    |
| ------------------- | ---- | ------- | -------- | ------- |
| Количество человек: | 359  | 340     | 294      | 303     |
| Разница:            |      | −5,29 % | −13,52 % | +3,06 % |

Национальный состав населения (по данным последней переписи населения 2001 года):
- словаки — 83,33%
- русины — 10,82%
- украинцы — 5,26%
- чехи — 0,29%
- поляки — 0,29%

Состав населения по принадлежности к религии состоянию на 2001 год:
- греко-католики — 83,63%,
- римо-католики — 11,70%,
- православные — 0,58%,
- не считают себя верующими или не принадлежат к одной вышеупомянутой церкви - 3,51%